# Dolichopselephus cockerelli
Dolichopselephus cockerelli là một loài tò vò trong họ Ichneumonidae.